# Črnova
Črnova je naselje v Mestni občini Velenje.